# Pica-pau-chocolate
Pica-pau-chocolate, pica-pau-elegante ou pica-pau-chocolate-do-leste (nome científico: Celeus elegans) é uma espécie de ave pertencente à família dos picídeos. Pode ser encontrado na América do Sul, da Colômbia, Venezuela e Guianas, até Equador, Bolívia e norte e oeste do Brasil, além de Trinidad.

## Subespécies
São reconhecidas seis subespécies:
- Celeus elegans elegans (Statius Muller, 1776) - ocorre na Guiana Francesa, e na região adjacente do Suriname, no Nordeste da Amazônia brasileira na região ao Norte do Rio Amazonas;
- Celeus elegans leotaudi (Hellmayr, 1906) - ocorre na Ilha de Trinidad no Caribe;
- Celeus elegans hellmayri (Berlepsch, 1908) - ocorre do Leste da Venezuela até a Guiana e Suriname;
- Celeus elegans deltanus (W. H. Phelps & W. H. Phelps Jr, 1950) - ocorre no Nordeste da Venezuela, na região do Delta do Rio Amacuro;
- Celeus elegans citreopygius (P. L. Sclater & Salvin, 1867) - ocorre no Leste do Equador e no Leste do Peru;
- Celeus elegans jumanus (Spix, 1824) - ocorre do Leste da Colômbia até o Sudoeste da Venezuela, Norte da Bolívia e Sul da Amazônia brasileira.